# Chapada de Areia
Pour les articles homonymes, voir Chapada et Areia.
Chapada de Areia est une municipalité brésilienne située dans l'État du Tocantins.